# Margaret Cavendish

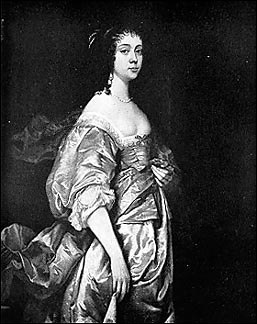
Margaret Cavendish.

Margaret Cavendish (1623 -1673), duquesa de Newcastle, fue una aristócrata inglesa, filósofa, poeta, científica, escritora de ficción y dramaturga. Escribió un gran número de obras, en las que deja constancia de su pensamiento liberal y lucha por el reconocimiento de la mujer.
Fue una pensadora epistemologicamente imposible de clasificar. Defendía una teoría que se encontraba entre el racionalismo y el empirismo, las dos corrientes más relevantes de la Edad Moderna.

## Biografía
Margaret Cavendish nació como Margaret Lucas en 1623. Sus padres eran Thomas Lucas y Elizabeth Leighton Lucas. Mayor de ocho hermanos, nació en el seno de una familia aristocrática, adinerada y con alto estatus social.
Recibió una educación típica para las mujeres de la época—enfocada en el cuidado del hogar y los niños. Por lo tanto, a pesar de su interés temprano en el estudio, no pudo obtener ningún conocimiento en ciencia, filosofía, latín o griego. No obstante, debido a su estatus, pudo acceder a las grandes bibliotecas privadas de Inglaterra y superar su falta de enseñanza formal en dichos temas. Su hermano John, futuro  padre fundador de la Royal Society, fue de gran ayuda en su educación informal puesto que era un estudioso de las ciencias y humanidades. 

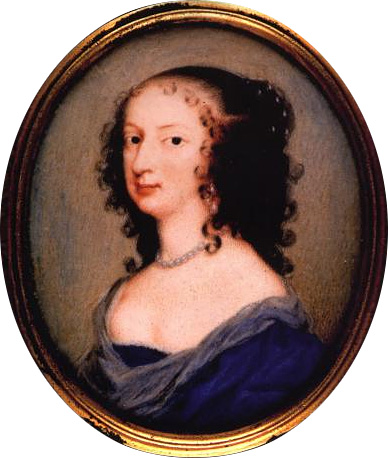
Retrato de Margaret Cavendish, Duquesa de Newcastle-upon-Tyne. (1673).

Tuvo que huir a Oxford con su hermana cuando tenía 17 años por el estallido de la guerra civil inglesa en 1640—mismo sitio donde se encontraban Carlos I y su corte en exilio. Fue dama de la reina Enriqueta María de Francia[1], acompañándola en su exilio a Francia debido a la derrota de las fuerzas realistas en 1644, viviendo cierto tiempo en la corte de Luis XIV. Alrededor de este tiempo se separa de su hermana por primera vez—un tema que se convertiría recurrente en su literatura. En París, conoció a su futuro esposo y se casó con 22 años en 1655, convirtiéndose en la segunda esposa de Sir William Cavendish, Barón de Ogle, Primer Marqués de Newcastle y posteriormente Primer duque de Newcastle (1592-1676), treinta y un años mayor que ella.
Durante su matrimonio, vivieron en Róterdam y en Amberes, y regresaron a Inglaterra con la llegada de la restauración. Mientras, Margaret Cavendish obtuvo una enseñanza informal de ciencia y filosofía tanto de su marido como del hermano de este, Sir Charles Cavendish.
Era conocida como “Mag Madge” debido a que era una dama bastante excéntrica, según sus contemporáneos, e incluso a veces también la llamaban “la loca Madge”.
En 1651, Margaret regresó a Inglaterra y durante este periodo escribió su primer libro. Se trata de una colección de poemas titulada Poemas y Fantasías. La publicación de este libro provocó gran número de críticas por parte de la alta sociedad inglesa de la época, que consideraba que una mujer de su clase debía dedicarse únicamente a sus labores; también por su ortografía, así como por su género narrativo, ya que era un estilo caracterizado por la ficción. Además, se le criticó su lenguaje coloquial, ya que tenía un conocimiento del inglés culto algo limitado. 
La Restauración de 1660 trajo como premio a la fidelidad a Carlos II de Inglaterra por parte de su marido la conversión de su marquesado en ducado de Newcastle-upon-Tyne.
Interesada en todo tipo de ciencias, fue la primera mujer en ser recibida en la Royal Society de Londres, tras muchos años de desplantes y desprecios hacia su persona. De hecho, sus diversas colecciones particulares (principalmente, de telescopios) estaban mucho mejor provistas que las de la propia institución. Tras una obstinada insistencia, la duquesa consiguió asistir a una sesión de experimentos de Robert Boyle en la Royal Society en 1667.
Tampoco dudó en realizar declaraciones tales como "Las mujeres viven como murciélagos o búhos, trabajan como bestias y mueren como gusanos", a pesar de las críticas, de la presión social y de la política contemporáneas.
Retirada en las posesiones de su marido, en Welbeck Abbey (Nottinghamshire), Margaret Lucas-Cavendish falleció súbitamente el 15 de diciembre de 1673, con tan sólo 50 años y con 14 obras publicadas. Tal era su prestigio, que Carlos II dispuso que fuera sepultada con honores en la Abadía de Westminster (Londres), privilegio que se concedía a los personajes más relevantes del país.
El duque de Newcastle, viudo y aquejado de la enfermedad de Parkinson, moriría tres años después, en 1676, a la edad de 84 años.

## Obra
Margaret tuvo gran importancia literaria: fue una autora prolífica que publicó tanto poemas, obras de teatro o críticas literarias como obras sobre filosofía natural. A pesar de las numerosas críticas recibidas nunca abandonó sus ideales; por este motivo no dejó de escribir. Escribió veintidós obras durante su vida. Cabe destacar que Margaret Cavendish introdujo en su obra el diálogo, un recurso que utilizó para que los nuevos conocimientos que iban dirigidos, principalmente, a un público nuevo, calaran y fueran entendidos con claridad. El diálogo permitía seguir con más facilidad las nuevas ideas. 
Participó en discusiones sobre la materia y el movimiento, la existencia del vacío, la percepción y el conocimiento. También en la formulación de las primeras teorías moleculares. Llegó a escribir diez libros de filosofía natural (lo que hoy se conoce como Física).
La obra de Cavendish, sin embargo, no se considera actualmente científica al presentar términos obsoletos, como las ideas atomistas de Cavendish, compartidas por la mayoría de sus contemporáneos.  
También se sabe que Margaret Cavendish insistió en poner su nombre y retrato en cada una de sus obras publicadas. Esto lo hacía para dejar constancia de que era una mujer y que era ella la que realizaba dicha obra.

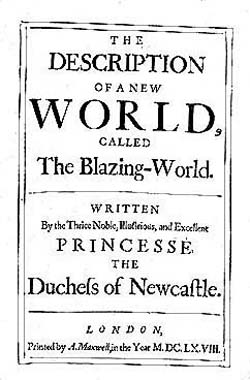
Margaret Cavendish, The Blazing-World, (1666)

A menudo se considera su obra The Blazing World como la primera novela de ciencia ficción, pero no es cierto (la primera es la Historia verdadera de Luciano de Samósata, del siglo II d. C.). También se afirma que es la primera obra firmada por una mujer en toda Europa, lo cual es absurdo: Safo de Lesbos, Santa Teresa de Jesús o María de Zayas son solo algunos ejemplos de autoras anteriores a Cavendish.

## Trabajos destacados
En 1653 realiza la obra Poems and Fancies. Esta obra es una recopilación de varios poemas, epístolas y algunas prosas. Destaca debido a que el principio del libro contiene varios poemas sobre los átomos y explica varios fenómenos naturales. Los otros poemas tienen la vida, la muerte, el amor, etc, como protagonistas.
En 1655 escribe Philosophical and Physical Opinions. En esta obra, Margaret discute la variedad que existe en la naturaleza y la posibilidad de conocer esa naturaleza.
De 1662 es Orations of Divers Sorts. Esta obra es una colección sobre todo aquello que tiene que ver con una sociedad ficticia que está al borde de una guerra civil. El discurso expone los pros y los contras de la paz y de la guerra como son la recaudación de impuestos, la libertad, los robos, etc. Por último, también indaga sobre la posición de la mujer en la sociedad y el porqué de la posición de sumisión que tiene ante el hombre.

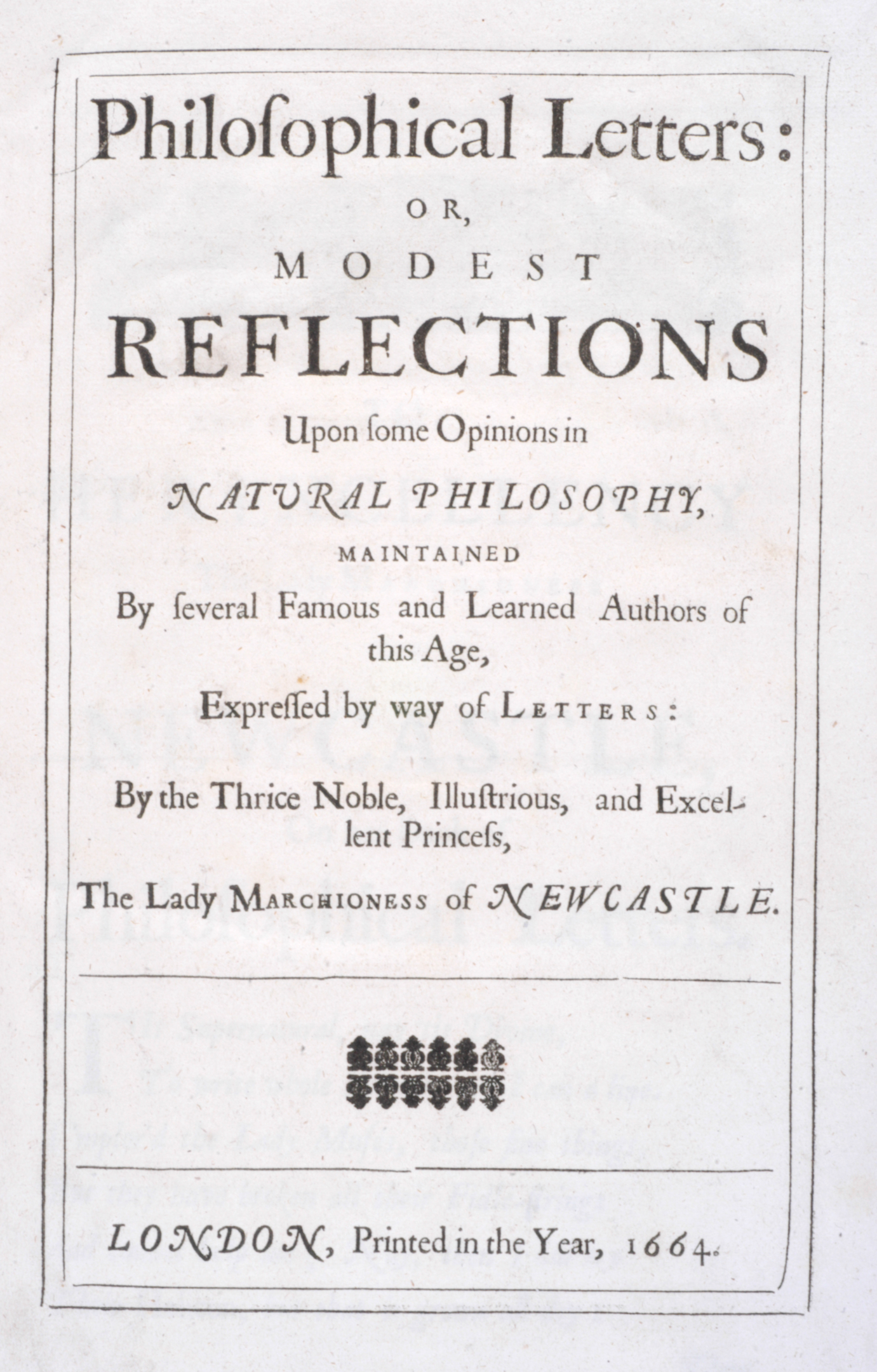
Margaret Cavendish. Philosophical letters (1664).

En 1664 publica Philosophical Letters. El trabajo presenta la filosofía natural de Cavendish y se relaciona con las ideas de Hobbes, Descartes, Henry More, J.B. Van Helmont y otros filósofos del siglo XVII como Robert Boyle y William Harvey. Por ejemplo, Cavendish analiza sus explicaciones mecánicas de la percepción, la luz y los colores, la opinión de que el movimiento puede transferirse y sus puntos de vista sobre las sustancias inmateriales. También discute los límites del conocimiento humano. El trabajo a menudo se interpreta como una respuesta crítica a estos filósofos.
En 1666 aparece The Blazing World. En ella narra un viaje a un mundo oculto en el interior de la Tierra al que se accedía desde el Polo Norte.
The Life of William (1667) es una biografía de su esposo, William Cavendish, el primer duque de Newcastle. La biografía se hizo muy popular y se reimprimió varias veces.
En 1668 redacta Grounds of Natural Philosophy. Se trata de la tercera edición de Philosophical and Physical Opinions,  Cavendish da su visión sobre la filosofía natural y sus implicaciones para una variedad de fenómenos naturales, como la percepción, la reproducción animal y humana, los apetitos y pasiones, los sueños humanos, la enfermedad, etc. También discute fenómenos naturales tales como fuego, mareas, viento, los movimientos de los planetas, etc. La obra incluye cinco apéndices sobre los temas de los espíritus inmateriales, la posibilidad de otros mundos, etc.

## Relación de obras
Entre sus catorce obras, destacan:
- Poems and Fancies, 1653
- Philosophical Fancies 1653.
- The World’s Olio, 1655.
- Philosophical and Physical Opinions, 1655
- Nature’s Pictures drawn by Fancy’s Pencil to the Life, 1656
- A True Relation of my Birth, Breeding, and Life, 1656 (autobiografía)
- Playes & Orations of Divers Persons, 1662
- Orations of Divers Sorts 1662.
- Philosophical Letters, 1664. En ellas rebate todo el Leviathan de Hobbes.
- The Blazing World, 1666 (traducido como El mundo resplandeciente)
- The Convent of Pleasure.
- The Life of William Cavendish, 1667 (biografía de su marido)
- Observations upon Experimental Philosophy, 1668
- Grounds of Natural Philosophy, 1668, obra en la que refuta todo el pensamiento racionalista de Descartes.